# استان اینکوئیسیوی
استان اینکوئیسیوی (به اسپانیایی: Provincia de Inquisivi) یکی از استان‌های بولیوی در بولیوی است که در شهرستان لاپاز (بولیوی) واقع شده‌است. استان اینکوئیسیوی ۶٬۴۳۰ کیلومتر مربع مساحت و ۶۶٬۳۴۶ نفر جمعیت دارد.